# Ramshorn
Ramshorn is een civil parish in het Engelse graafschap Staffordshire.